# Josef M. Pfeilschifter
Josef Martin Pfeilschifter (* 27. Februar 1955 in Windischbergerdorf bei Cham) ist ein deutscher Mediziner und Hochschullehrer.

## Leben
Pfeilschifter studierte Medizin in Regensburg und München. Er promovierte 1982 an der Technischen Universität München. Im Anschluss war er als wissenschaftlicher Assistent am Physiologischen Institut der Universität Regensburg sowie an der Universität Zürich tätig. Im Jahr 1987 wechselte er in die pharmakologische Forschung des in Basel ansässigen Unternehmens Ciba-Geigy. 1990 habilitierte Pfeilschifter sich an der Universität Basel. Im Anschluss war er Professor für Pharmakologie und Toxikologie am Biozentrum der Universität Basel. 1996 erhielt er einen Ruf an die Goethe-Universität Frankfurt. Dort ist er Direktor des Instituts für Allgemeine Pharmakologie und Toxikologie. Von 2002 bis 2020 war Pfeilschifter zudem Dekan der dortigen Medizinischen Fakultät. Pfeilschifter forscht vor allem zu den Themen Krebs, Wundheilung, akute und chronische Entzündung, Signaltransduktion sowie Haut- und Nierenerkrankungen.
Am 27. Oktober 2004 wurde Pfeilschifter in der Sektion Physiologie und Pharmakologie / Toxikologie unter der Matrikel-Nr. 7001 als Mitglied in die Deutsche Akademie der Naturforscher Leopoldina aufgenommen. 1993 erhielt er den Franz-Volhard-Preis. Seit 2016 ist Pfeilschifter Vizepräsident des Deutschen Hochschulverbandes. Er ist zudem Mitglied der Academia Europaea (2000), der Wissenschaftlichen Gesellschaft Frankfurt am Main und seit 2019 Mitglied im Vorstand der Deutschen Gesellschaft für Nephrologie, die ihm 2016 die Franz-Volhard-Medaille verlieh.

## Schriften (Auswahl)
- Die prätherapeutische Metastasendiagnostik beim Bronchialkarzinom unter besonderer Berücksichtigung nuklearmedizinischer Verfahren (Dissertation). Technische Universität, München 1982.
- Bildung und Freiheit. Von der (Un-)Freiheit der medizinischen Fakultät. Franz Steiner Verlag, Stuttgart 2019, ISBN 978-3-515-12653-3.

## Einzelnachweis
1. ↑  Eintrag auf der Internetseite der Academia Europaea

| Personendaten    | Personendaten                                    |
| ---------------- | ------------------------------------------------ |
| NAME             | Pfeilschifter, Josef M.                          |
| ALTERNATIVNAMEN  | Pfeilschifter, Josef Martin (vollständiger Name) |
| KURZBESCHREIBUNG | deutscher Mediziner und Hochschullehrer          |
| GEBURTSDATUM     | 27. Februar 1955                                 |
| GEBURTSORT       | Windischbergerdorf bei Cham                      |